# Pristinella acuminata
Pristinella acuminata är en ringmaskart som först beskrevs av Liang 1958.  Pristinella acuminata ingår i släktet Pristinella och familjen glattmaskar. Inga underarter finns listade i Catalogue of Life.